# Funkbetriebszeugnis (Mobiler Seefunkdienst)
Als Voraussetzung für die Teilnahme am See- oder Binnenschifffahrtsfunk, beziehungsweise dem Bedienen einer Seefunkstelle oder Küstenfunkstelle, ist vom Gesetzgeber der Besitz eines personengebundenen Funkbetriebszeugnisses vorgeschrieben. Die Funkbetriebszeugnisse sind international einheitlich gültig.

## Seefunkzeugnisse
Derzeit werden folgende internationale Funkbetriebszeugnisse mit folgenden Gültigkeitsbereichen ausgestellt:
| Gültigkeitsbereich           | Gültigkeitsbereich                                   | Berufsschifffahrt                                          | Sportschifffahrt                                           |
| ---------------------------- | ---------------------------------------------------- | ---------------------------------------------------------- | ---------------------------------------------------------- |
| Seefunk                      | ausschließlich UKW-Funk                              | ROC – Restricted Operator’s Certificate                    | SRC – Short Range Certificate                              |
| Seefunk                      | UKW-, GW- und KW-Funk, sowie Seefunk über Satelliten | GOC – General Operator’s Certificate                       | LRC – Long Range Certificate                               |
| Binnenschifffahrtsfunk (UKW) | Binnenschifffahrtsfunk (UKW)                         | UKW-Sprechfunkzeugnis für den Binnenschifffahrtsfunk (UBI) | UKW-Sprechfunkzeugnis für den Binnenschifffahrtsfunk (UBI) |

Die Seefunkzeugnisse GOC, ROC, LRC und SRC berechtigen zur Teilnahme am weltweiten Seenot- und Sicherheitsfunksystem (GMDSS) inklusive der Nutzung eines DSC-Controllers.
Die beiden beschränkt gültigen Seefunkzeugnisse ROC und SRC gelten nur für UKW-Funk. Damit ist die Reichweite bei einem Digitalruf auf etwa 60 sm und bei Sprechfunk auf etwa 30 sm begrenzt. Mit GOC oder LRC ist über Grenz- und Kurzwelle und Satellit weltweiter Funkverkehr möglich. Nicht eingeschränkt wird die Nutzung von Navtex und satellitengestützten Seenotfunkbaken (EPIRB).
Die international übergeordneten GMDSS Seefunkzeugnisse „First-class radio electronic certificate“ und „Second-class radio electronic certificate“ (siehe ITU Radio Regulations, Vol. 1 S. 382 Nr. 47.20 & 47.21) werden von der zuständigen Stelle in Deutschland (BSH) nicht ausgestellt. Wird dieses Zeugnis benötigt, muss es in einem anderen Land erworben werden.

## Alte deutsche Seefunkzeugnisse
Folgende Seefunkzeugnisse werden nicht mehr ausgestellt, bleiben aber gültig. Für den reinen Sprechfunkverkehr (Funkanlagen ohne GMDSS) können sie in allen Fällen weiterverwendet werden. Teilweise können sie umgeschrieben werden.
gültig für GMDSS und Sprechfunk inklusive Binnenschifffahrtsfunk:
| alt | neu       | zuständig      |
| --- | --------- | -------------- |
| Funkelektronikzeugnis 1. Klasse                                                                                  |           |                |
| Funkelektronikzeugnis 2. Klasse                                                                                  |           |                |
| ABZ – Allgemeines Betriebszeugnis für Funker GOC – General Operator’s Certificate                                | LRC + UBI | DSV/DMYV, ABVT |
| Beschränkt gültiges Betriebszeugnis für Funker I (UKW-Betriebszeugnis I) ROC – Restricted Operator’s Certificate | SRC + UBI | DSV/DMYV, ABVT |
| Beschränkt gültiges Betriebszeugnis für Funker II (UKW-Betriebszeugnis II)                                       | UBI       | DSV/DMYV, ABVT |

Gültig für Sprechfunk inklusive Binnenschifffahrtsfunk:
| Allgemeines Sprechfunkzeugnis (Seefunkdienst)                         |
| Beschränkt gültiges Sprechfunkzeugnis für UKW (UKW-Sprechfunkzeugnis) |

Gültig für den Telegrafie- und Sprechfunkdienst inklusive Binnenschifffahrtsfunk:
| Allgemeines Seefunkzeugnis          |
| Seefunkzeugnis 1. Klasse            |
| Seefunkzeugnis 2. Klasse            |
| Sonderzeugnis für den Seefunkdienst |

## Seefunkzeugnisse in Österreich
In Österreich ist die Oberste Fernmeldebehörde des Bundesministerium für Verkehr, Innovation und Technologie (BMVIT) für die Anerkennung von Nicht-EU-Seefunkzeugnissen für den österreichischen Rechtsbereich zuständig.
Schiffsfunkerzeugnisse werden in Österreich nur vom Fernmeldebüro f. Wien, NÖ u. Bgld, dies nach amtlicher mündlicher und schriftlicher Prüfung, ausgestellt.
Kurse werden nur von privaten Institutionen durchgeführt (siehe bmvit.gv.at).